# Boris Kozo-Polianski
Boris Mikhaïlovitch Kozo-Polianski (Бори́с Миха́йлович Козо́-Поля́нский), né le 8 (20) janvier 1890 à Achgabat (Empire russe) et mort le 21 avril 1957 à Voronej (URSS), est un botaniste soviétique qui fut membre correspondant de l'Académie des sciences d'URSS (1932), professeur à l'université de Voronej (à partir de 1920), ainsi que directeur du jardin botanique de Voronej (qu'il fonde en 1937).

## Biographie
Kozo-Polianski naît à Achgabat le 8 janvier 1890 selon l'ancien style. Il poursuit ses études à l'université de Moscou qu'il termine en 1918. Il devient professeur de l'université de Voronej en 1920.
Il se spécialise en phylogénétique et en morphologie.

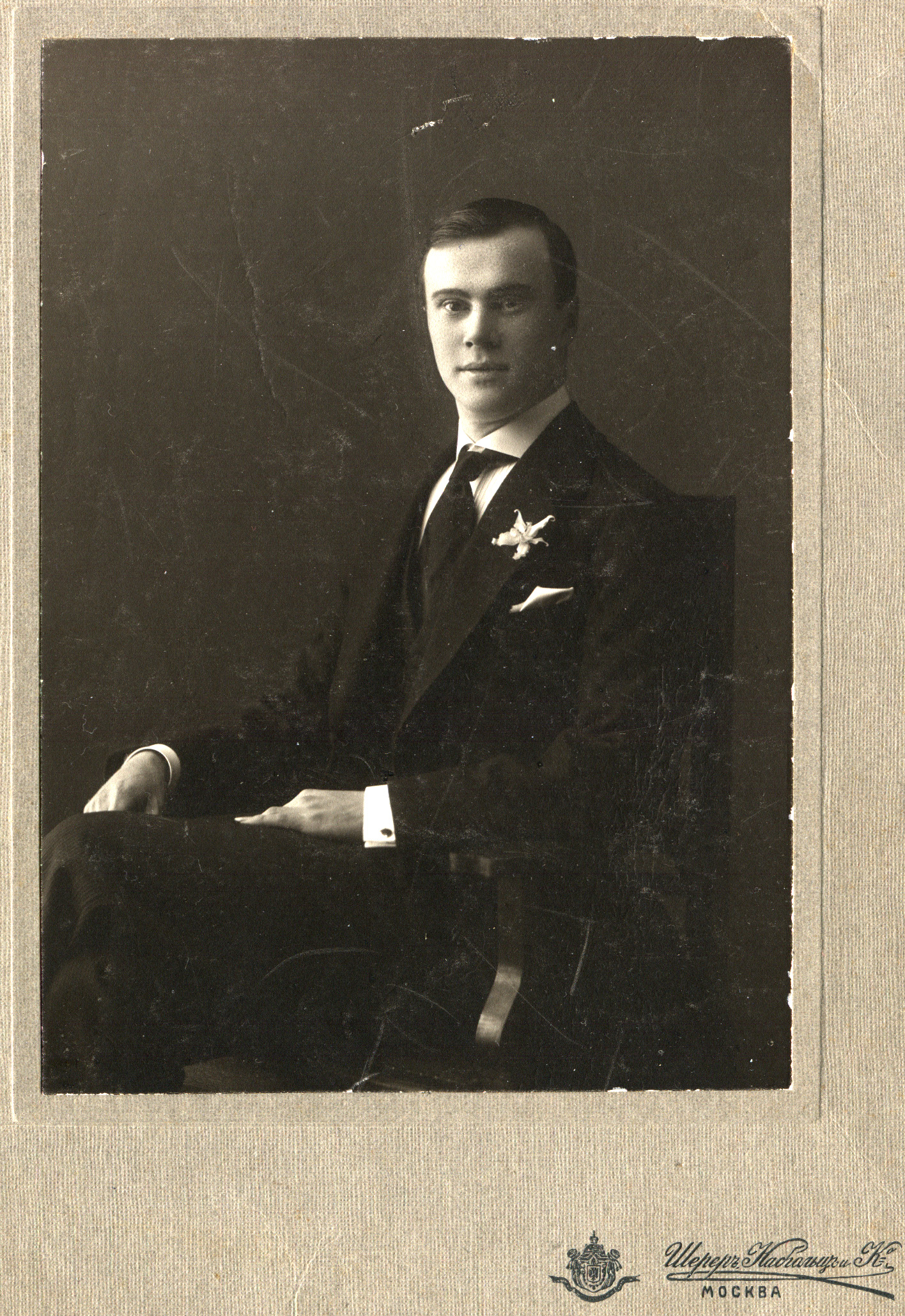

Il est le fondateur de la théorie endosymbiotique, qui sera reprise et développée quelques années plus tard par la biologiste Lynn Margulis.

## Hommages
- Genre :
  - (Apiaceae) Kosopoljanskia, Korovin
- Espèces :
  - (Apiaceae) Bupleurum koso-polianskyi, Grossh.
  - (Apiaceae) Ferula koso-poljanskyi, Korovin
  - (Primulaceae) Androsace koso-poljanskii, Ovcz.
  - (Rosaceae) Rosa koso-poljanskii, Chrshan.

## Œuvres principales
- Введение в филогенетическую систематику высших растений, Voronej, 1922
- Новый принцип биологии. Очерк теории симбиогенеза [Nouveau principe de biologie. Essai de théorie de symbiogenèse], Moscou, 1924; traduit en américain et édité par Harvard Univ. Press en 2009 par Lynn Margulis (traduction Victor Fet).
- Основной биогенетический закон с ботанической точки зрения [La Loi biologique fondamentale d'un point de vue botanique], Voronej, 1937
- Чайные растения Казахстана Lecture en ligne [ Les théiers du Kazakhstan], filiale du Kazakhstan de l'Académie des sciences d'URSS, sous la responsabilité d'I.A. Poliakov, Alma-Ata, 1943, 26 pages, collection научно-технической пропаганды
- Cours de systématique des plantes supérieures, Voronej, 1965

## Distinctions
- Ordre de Lénine
- Ordre du Drapeau rouge du Travail